# شن سي
شن سي (بالصينية: 申思) هو لاعب كرة قدم ومدرب كرة قدم صيني في مركز الوسط، ولد في 1 مايو 1973 في شانغهاي في الصين. شارك مع منتخب الصين لكرة القدم. أما مع النوادي، فقد لعب مع شانغهاي غرينلاند شينهوا ونادي شانغهاي بودونغ لكرة القدم ونادي غويزهو رينهي.

## وصلات خارجية
- شن سي على موقع الاتحاد الدولي (مؤرشف)  (الإنجليزية)
- شن سي على موقع قاعدة بيانات كرة القدم.إي يو (الإنجليزية)
- شن سي على موقع ناشيونال فوتبول تيمز (الإنجليزية)